# Valentin Plătăreanu

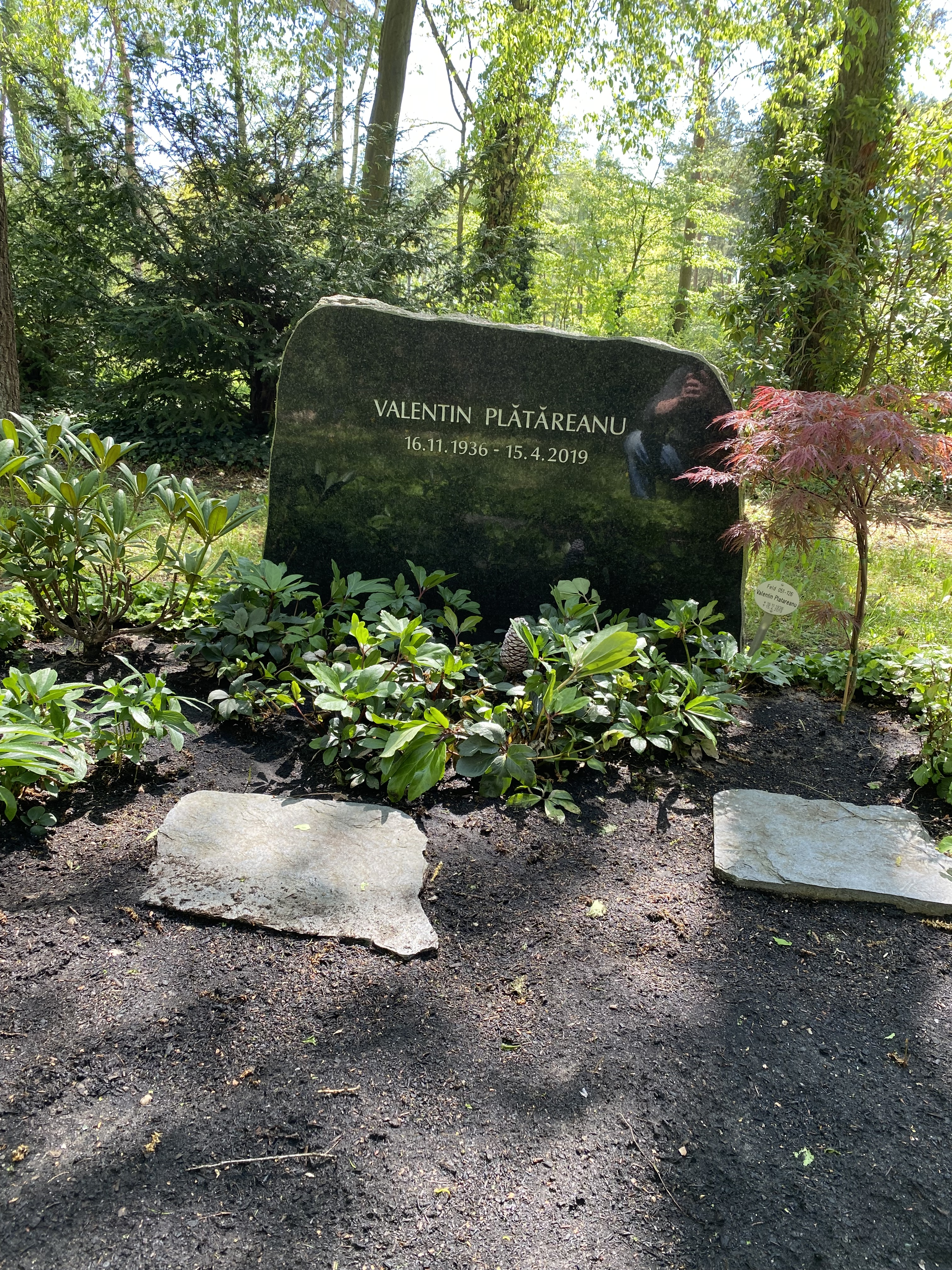
Grabstätte auf dem Waldfriedhof Zehlendorf

Valentin Plătăreanu (* 15. November 1936 in Bukarest; † 15. April 2019 in Deutschland) war ein rumänisch-deutscher Schauspieler und Schauspiellehrer.

## Leben
Valentin Plătăreanu war in Rumänien ein gefragter Schauspieler und Vizedirektor des Staatlichen Theaters Bukarest. Er floh 1983 mit seiner Frau Doina und seiner Tochter Alexandra Maria Lara vor dem Ceaușescu-Regime nach West-Deutschland.
1992 gründete Plătăreanu die staatlich anerkannte Schauspielschule Charlottenburg, zusammen mit Henner Oft in Berlin. Am 15. April 2019 starb Valentin Plătăreanu im Alter von 82 Jahren.
Seine letzte Ruhestätte erhielt er auf dem Berliner Waldfriedhof Zehlendorf (Feld 051-126).

## Filmografie (Auswahl)

### Kino
- 1980: Der Unabhängigkeitskrieg von 1877 – Regie: Sergiu Nicolaescu
- 1981: Ich habe eine Idee (Am o idee ) – Regie: Alecu Croitoru
- 1987: Zum Beispiel Otto Spalt – Regie: René Perraudin
- 1992: Mulo – Regie: Iva Svarcova
- 2001: Berlin is in Germany – Regie: Hannes Stöhr
- 2001: Duell – Enemy at the Gates – Regie Jean-Jacques Annaud
- 2004: Der Fischer und seine Frau – Regie: Doris Dörrie
- 2005: Offset – Regie: Didi Danquart
- 2007: Flores (Kurzfilm) – Regie: Felix von Boehm

### Fernsehen
- 1997: Alarm für Cobra 11 – Die Autobahnpolizei: Die verlorene Tochter
- 1997: Todesspiel (TV-Zweiteiler) – Regie: Heinrich Breloer
- 1997: Tatort: Undercover-Camping – Regie: Jürgen Bretzinger
- 1997: Siebenstein – Regie: Hans-Henning Borgelt
- 1997: Große Freiheit – Regie: Robert Sigl
- 1998: Liebling Kreuzberg – Regie: div.
- 1998: Ich schenk dir meinen Mann – Regie: Karola Hattop
- 1999: Klemperer – Ein Leben in Deutschland – Regie: Kai Wessel
- 2001: Tatort: Zielscheibe – Regie: Robert Sigl
- 2001: Die 8. Todsünde – Regie: Stephan Meyer
- 2002: Schimanski: Asyl – Regie: Edward Berger
- 2002: Für alle Fälle Stefanie – Regie: div. – Sat.1
- 2003: Tatort: Der Prügelknabe – Regie: Thomas Jauch
- 2006: Der Elefant – Mord verjährt nie (Fernsehserie, Folge Hundsheim)
- 2010: Tatort: Weil sie böse sind – Regie: Florian Schwarz

## Theater (Auswahl)
- 1958–1980 über 30 Hauptrollen in Inszenierungen der Komödie und des Nationaltheaters von Bukarest
- 1978–1979 Theaterregie: „Hernani“ (Victor Hugo), „Viel Lärm um nichts“ (Shakespeare), „Die Rivalen“ (Sheridan)

## Buch
- Zusammen mit seiner Tochter Alexandra Maria Lara: Und Bitte! Die Rolle unseres Lebens. Kindler-Verlag, München 2010, ISBN 978-3-463-40574-2.